# The M+M's Tour
The M+M's Tour (conosciuto anche come House of Blues Tour) è un mini tour promozionale della cantante statunitense Britney Spears. Il tour si è svolto circa tre anni dopo l'ultima tournée The Onyx Hotel Tour.
Tutti gli show, ad eccezione di quello di Miami, si sono svolti in dei locali di proprietà della House of Blues.

## Caratteristiche
Gli show hanno avuto luogo in sei città statunitensi, e non sono state tappe ufficiali né sponsorizzate, infatti la Spears si celava sotto lo pseudonimo di "M+M's". Questo mini tour ha segnato il ritorno sulle scene della cantante che non si esibiva dal 2004 cioè dalla fine del suo world tour "The Onyx Hotel Tour" a causa di una frattura al ginocchio avvenuta sul set del video di Outrageous.
Durante il tour l'artista ha cantato in playback, cantando le sue più celebri hit ovvero ...Baby One More Time, I'm a Slave 4 U, Toxic, Do Somethin' e Breathe on Me, traccia contenuta nel suo quarto album "In The Zone". Lo pseudonimo di Britney Spears "M+M's" sta per M = mamma e Ms = MISS, visto che si era divorziata dal marito Kevin.
La sua ultima esibizione era stata durante uno show a Dublino nel giugno 2004, dopo il quale si ferì al ginocchio durante le riprese per il video musicale di Outrageous, che forzò l'annullamento del video e del The Onyx Hotel Tour.

## Sinossi
Lo show, della durata di circa 12-16 minuti, inizia con Britney Spears che sale sul palco accompagnata da due ballerine, per eseguire ...Baby One More Time. Durante questa performance e per tutto il resto dello show, Britney indossava una parrucca bruna (bionda in alcune date) per coprire la testa che si era rasata due mesi prima del tour. Segue una breve versione di I'm a Slave 4 U. Durante Breathe on Me viene eseguita una coreografia che include l'uso di alcune sedie e, verso la fine, un fan maschio viene invitato sul palco per assistere ad una breve lap dance della cantante. Dopo un cambio d'abito, la Spears torna in scena per eseguire le hit Do Somethin' e Toxic. Al termine dei due brani, Britney saluta il pubblico e presenta i ballerini, per poi sparire dal palco e chiudere lo show.

## Setlist
0. Miss & Mother Intro
1. ...Baby One More Time
2. I'm a Slave 4 U
3. Breathe on Me
4. The Coat (Short Interlude)
5. Do Somethin'
6. Toxic

## Curiosità
- Britney Spears cantava in playback e non live. Proprio per questo, nella data di San Diego, cominciò a masticare del chewing-gum durante lo show. Sempre in questa data, lo show è iniziato con due ore di ritardo.
- Durante l'esibizione ad Orlando la cantante ha dovuto cantare Live per un problema audio con Do Somethin'.

## Date e incassi
| Data           | Città        | Paese        | Sede              | Biglietti venduti/disponibili | Incassi      |              |
| Nord America   | Nord America | Nord America | Nord America      | Nord America                  | Nord America | Nord America |
| -------------- | ------------ | ------------ | ----------------- | ----------------------------- | ------------ | ------------ |
| 1º maggio 2007 | San Diego    | Stati Uniti  | House of Blues    | 900 / 900                     | $36,896      |              |
| 2 maggio 2007  | Anaheim      | Stati Uniti  | House of Blues    | 1,100/ 1,100                  | $38,500      |              |
| 3 maggio 2007  | Los Angeles  | Stati Uniti  | House of Blues    | 1,050/ 1,050                  | $36,750      |              |
| 6 maggio 2007  | Las Vegas    | Stati Uniti  | House of Blues    | 1,743 / 1,800                 | $104,580     |              |
| 19 maggio 2007 | Orlando      | Stati Uniti  | House of Blues    | 2,100 / 2,100                 | $73,500      |              |
| 20 maggio 2007 | Miami        | Stati Uniti  | Mansion Nightclub | N.D.                          | N.D.         |              |

## Musicisti d'apertura
- Frankie J (Solo il 2 Maggio, 2007)[2]